# There I Ruined It
There I Ruined It es un proyecto musical creado por Dustin Ballard durante la pandemia de COVID-19. A través del proyecto, Ballard pretende arruinar canciones haciendo versiones de ellas en estilos muy diferentes a los originales. There I Ruined It distribuye estas portadas a través de las redes sociales, como TikTok, YouTube y Reddit. Desde el comienzo del proyecto, Ballard ha realizado versiones de varios artistas, incluidos Taylor Swift, Eminem, Radiohead y Metallica. A pesar del objetivo del proyecto de arruinar canciones, las versiones lanzadas por There I Ruined It han recibido una recepción mixta por parte de los medios y el público en general.

## Antecedentes e historia
There I Ruined It es un proyecto musical «con el simple objetivo de arruinar tantas canciones amadas como sea posible antes de que sea prohibida en Internet». Fue creado por Dustin Ballard, un músico de Texas, durante la pandemia de COVID-19. La primera portada que creó para el proyecto fue «Shallow - Polka Edition», que es un remix de «Shallow» de A Star Is Born en estilo polca. La mayoría de las versiones creadas para el proyecto son remixes de intercambio de género artístico, aunque Ballard también ha creado mezclas de canciones. Ballard opera varias cuentas en las redes sociales que usa para subir creaciones para There I Ruined It.
Para crear una de sus versiones, Ballard primero usa instrumentos VST controlados por MIDI para hacer una versión de la canción. Luego dicta la letra de la canción para establecer su ritmo, antes de grabar las voces. Para terminar una versión, Ballard luego edita el videoclip de la canción para que se ajuste mejor al género de la versión.

## Recepción
Aunque el objetivo general del proyecto es arruinar las canciones, las versiones publicadas han tenido críticas mixtas. Tim Marcin de Mashable calificó las versiones como «reinventaciones absolutamente terribles de buenas canciones» y «hilarantemente malas». Sin embargo, Fraser Lewry de Metal Hammer comentó que algunas versiones son mejores que la canción original, diciendo que «algunos se han beneficiado de la diabólica carnicería musical de There I Ruined It».
Graeme Boone, profesor de musicología en la Universidad Estatal de Ohio, ha comentadosobre las versiones creadas por Ballard. Boone afirmó que las versiones de Ballard tienen éxito debido a que juegan en un punto vulnerable de la psique humana. Según Boone, al atacar esta vulnerabilidad, la versión «puede entrar en ti» de la misma manera que un gusano auditivo.

## Discografía
- «Anti Anti Hero»: combinación de «Anti-Hero» de Taylor Swift y efectos de sonido de la franquicia de videojuegos Mario.[7]
- «Break Stuff (Limp Bizkit) – Broadway Edition» – remix de «Break Stuff» de Limp Bizkit al estilo de un musical de Broadway.[8]
- «Chop Suey! – Bluegrass Edition» – remix de «Chop Suey!» de System of a Down al estilo bluegrass.[6]
- «Come As You Are - Swing Edition»: remezcla de «Come as You Are» de Nirvana al estilo swing.[2]
- "Curb Your Metallica" - mashup de «Enter Sandman» de Metallica y «Frolic» de Luciano Michelini (de), este último más conocido por ser el tema musical de la serie de televisión Curb Your Enthusiasm.[9]
- «Creep (Radiohead) - Honky Tonk Edition»: remezcla de «Creep» de Radiohead al estilo honky tonk.[10]
- «Enter Sandman - Kid's Edition»: remezcla de «Enter Sandman» de Metallica en música infantil.[2]
- «Hey»: combinación de clips vocales de músicos famosos que dicen «hey».[3]
- «Lose Yourself - Super Mario Bros. Edition»: combinación de «Lose Yourself» de Eminem y efectos de sonido de la franquicia de Mario.[4][11]
- «Party in the USSR» - versión de «Party in the U.S.A.» de Miley Cyrus.[1]
- «Shallow - Polka Edition»: remezcla de «Shallow» de Lady Gaga y Bradley Cooper en estilo polca.[2]
- «The Real Slim Shady - Mardi Gras Remix»: combinación de «The Real Slim Shady» de Eminem y el estándar del jazz «Darktown Strutters' Ball».[12]